# Німір Абдель-Азіз
Німір Абдель-Азіз (нід. Nimir Abdel-Aziz; нар. 5 лютого 1992, Гаага) — нідерландський волейболіст, капітан національної збірної, гравець турецького клубу «Галкбанк».

## Життєпис
Народжений 5 лютого 1992 року в Гаазі. Виростав у Намібії.
Під час ігрової кар'єри грав у клубах «Драйсма Динамо» (Draisma Dynamo, Апелдорн, 2009—2010), «Coníche Topvolleybal» (Зволле, 2010—2011), «Сіслей» (Беллуно, 2011—2012), «Бре Банка Ланутті» (Bre Banca Lannutti, Кунео, 2012—2013), «Зіраат Банкаси» (Анкара, 2013—2014), ЗАКСА (Кендзежин-Козьле, 2014—2015), «Stade Poitevin» (Пуатьє, 2015—2017), «Ревівре» (Мілан, 2017—2020), «Ітас Трентіно» (2020—2021). У сезоні 2021—2022 був гравцем клубу «Leo Shoes PerkinElmer» (Модена; у клуб потрапив після трансферу, зумовленого фінансовими проблемами в попередньому клубі). Після завершення сезону в Італії уклав короткотермінову угоду з тегеранським «Пайканом» (також його одноклубник Ервін Н'Ґапет), що допомогло іранцям 20 травня 2022 виграти клубну першість Азії, здолавши у фінальному поєдину з п'яти партій японський «Сантори Санбедз» (з колишнім українцем Дмитром Мусерським у складі), програвши при цьому перших два сети. Німір у фіналі набрав 29 очок.
У сезоні 2022—2023 виступає за турецький «Галкбанк».
Капітан національної збірної Нідерландів, з якою збірна України змагалася за вихід до чвертьфіналу світової першости 2022.

### Досягнення
зі збірною
клубні
- Чемпіон Нідерландів 2010
- Володар Кубка Нідерландів 2010
- Фіналіст Ліги чемпіонів 2020—2021